# Wieś Nazaret
Wieś Nazaret (ang. Nazareth Village) – muzeum etnograficzne położone w mieście Nazaret, na północy Izraela. Przedstawia ono życie Nazaretu w czasach Jezusa Chrystusa w I wieku.

## Historia
W miejscu tym w 1997 roku rozpoczęto rozległe badania archeologiczne, którymi kierował Mark M. Goodman. Był on także twórcą projektu utworzenia muzeum pod otwartym powietrzem, które byłoby rekonstrukcją wioski Nazaret z I wieku. Pierwszym dyrektorem wykonawczym był Michael Hostetler. Rekonstrukcję wsi rozpoczęto w listopadzie 1999 roku. Przy wszystkich pracach zwracano uwagę na szczegóły historyczne i archeologiczne.

## Zbiory muzeum
Muzeum zrekonstruowało tarasy uprawne ziemi z systemem nawadniania z I wieku. Odtworzono tutejszy niewielki kamieniołom, a pochodzące z niego bloki kamienne posłużyły do rekonstrukcji typowego domu z I wieku. Tuż obok zrekonstruowano synagogę, prasę oliwną i wieże strażnicze.
Zwiedzanie muzeum rozpoczyna się w centrum turystycznym, w którym można zapoznać się bogatą historią Nazaretu oraz historią życia Jezusa Chrystusa. Pierwszy pokój prezentuje obszerne badania archeologiczne prowadzone w tym miejscu. Równocześnie można dowiedzieć się o aspektach atrakcyjności turystycznej Nazaretu w kraju. Drugi pokój umożliwia odbycie podróży ze starożytnego do nowoczesnego miasta Nazaret, które leży na skrzyżowaniu Europy, Azji i Afryki. Umożliwia to umiejscowienie geopolityczne czasów życia Jezusa Chrystusa. W trzecim pokoju prezentowane są metody kar stosowanych przez rządzące władze, które są dla kontrastu zestawione z naukami Chrystusa. Kolejne czwarte pomieszczenie pokazuje rekonstrukcję warsztatu i domu Józefa z Nazaretu. Pozwala to wyobrazić sobie miejsce w którym wychowywał się Jezus jako młody chłopiec.